# 噗通噗通我愛你
《噗通噗通我愛你》（英語：Memory Love），2017年三立華人電視劇週日十點檔系列第四十一部作品。由陳奕、魏蔓、簡宏霖、陶嫚曼、沈建宏、陳乃榮領銜主演。本戲由雷斯利傳媒國際股份有限公司製作，是以「甜點」為主題的故事。2017年7月11日開鏡，11月27日全劇殺青，台視於8月6日晚上10點首播，三立都會台於8月12日晚上10點播出，台視於12月3日播出最終回。幕後花絮《噗通劇場》在三立都會台戲末後，會在Vidol影音頻道上傳播出，第二集起在台視戲末後播出。接檔《我的愛情不平凡》。

## 播出時間

### 首播
| 頻道/影音              | 所在地                                      | 播出日期      | 播出時間                  |
| ---------------------- | ------------------------------------------- | ------------- | ------------------------- |
| 台視主頻               | 臺灣                                        | 2017年8月6日  | 每週日 22:00－23:30       |
| Vidol                  | 臺灣                                        | 2017年8月6日  | 每週日 23:30上架          |
| 愛奇藝                 | 臺灣                                        | 2017年8月7日  | 每週一 00:00上架          |
| 三立都會台             | 臺灣                                        | 2017年8月12日 | 每週六 22:00－23:30       |
| 三立戲劇台             | 臺灣                                        | 2018年2月18日 | 每週日 22:00－24:00       |
| viki                   | 歐洲 · 美洲 · 印度                          | 2017年8月6日  | 每週日 24:00上架          |
| 華語劇台               | 香港                                        | 2017年9月30日 | 每週六 13:00－14:30       |
| J2                     | 香港                                        | 2018年3月30日 | 每週一至五 19:00－20:00   |
| Youtube                | 部分地區                                    | 2017年10月3日 | 未知上架時間              |
| Astro雙星 Astro雙星HD  | 马来西亚                                    | 2018年1月25日 | 每週一至週五 16:00－17:00 |
| Astro AEC Astro AEC HD | 马来西亚                                    | 2018年5月3日  | 每週一至週五 16:00－17:00 |
| HUB娛家戲劇台          | 新加坡                                      | 2018年3月23日 | 每週一至週五 19:00－20:00 |
| Netflix                | 臺灣 · 美国 · 越南 · 泰國 · 俄羅斯 · 西班牙 | 2019年3月13日 | 全集上架                  |
| Netflix                | 马来西亚                                    | 2021年1月1日  | 全集上架                  |

### 重播
| 頻道/影音     | 所在地 | 播出日期      | 播出時間                  |
| ------------- | ------ | ------------- | ------------------------- |
| 台視主頻      | 臺灣   | 2017年8月12日 | 每週六 23:45－01:15       |
| 台視主頻      | 臺灣   | 2017年8月13日 | 每週日 13:00－14:30       |
| 三立都會台    | 臺灣   | 2017年8月13日 | 每週日 03:00－04:30       |
| 華語劇台      | 香港   | 2017年9月30日 | 每週六 16:30－18:00       |
| 華語劇台      | 香港   | 2017年9月30日 | 每週六 20:00－21:30       |
| 華語劇台      | 香港   | 2017年9月30日 | 每週六 23:30－01:00       |
| J2            | 香港   | 2018年4月3日  | 每週一至周五 12:00－13:00 |
| HUB娛家戲劇台 | 新加坡 | 2018年3月24日 | 每週二至週六 01:30－02:30 |
| HUB娛家戲劇台 | 新加坡 | 2018年3月26日 | 每週一至週五 08:30－09:30 |

## 劇情大綱
| 1  | 記憶中的檸檬派         | 2017年8月6日   |
| 2  | Boss的提拉米蘇         | 2017年8月13日  |
| 3  | 妳的一切都歸我管       | 2017年8月20日  |
| 4  | 我會一直在你身邊保護你 | 2017年8月27日  |
| 5  | 我喜歡你               | 2017年9月3日   |
| 6  | 封存的心跳聲           | 2017年9月10日  |
| 7  | 公主的願望             | 2017年9月17日  |
| 8  | You're Gone            | 2017年9月24日  |
| 9  | 提拉米蘇告白           | 2017年10月1日  |
| 10 | 公主與騎士             | 2017年10月8日  |
| 11 | 佳恩與艾莉             | 2017年10月15日 |
| 12 | 幸福的糖霜             | 2017年10月22日 |
| 13 | 愛情記憶               | 2017年10月29日 |
| 14 | 守護你的心跳           | 2017年11月5日  |
| 15 | 幸福的來源             | 2017年11月12日 |
| 16 | 幸福保存期限           | 2017年11月19日 |
| 17 | 無法承受的負荷         | 2017年11月26日 |
| 18 | 噗通噗通我愛你         | 2017年12月3日  |

## 演員列表

### 主要演員
| 演員   | 角色   | 粵語配音 | 介紹 | 登場集數                                               |
| 陳奕   | 邢少天 | 李鎮然   | 旅法甜點魔術師，段若凡的同父異母哥哥，英文名字Louis，佳恩男友。 回台接手日光16甜點店。個性冷酷自傲、唯我獨尊加上完美主義，其實是背地裡默默關心人的類型，還有親密恐懼症。對父親的心結，加上在國外苦熬多年的孤單，使他幾乎遺失了對他人的溫柔，也造就了他的孤僻個性。在自己的歸國歡迎會中，精心準備了一場魔幻甜點秀，過程中卻突然昏厥，造成心臟受損，接受器官捐贈，移植了修凱的心臟上去。幾個月後手術後康復，再次與佳恩相遇，但佳恩以為自己是艾莉。因飛虎哥綁走艾莉，小飛被迫開了槍，因為自己跟若凡都急著替艾莉擋下一槍，最後自己被子彈打中受傷。得知自己的心臟產生排斥後，希望不要讓媽媽及金佳恩知道。在艾莉的建議後，決定要和金佳恩求婚。超群告訴自己心臟排斥問題越來越嚴重，必須馬上回醫院好好休息和檢查。最後因心臟排斥而死亡，與佳恩在天堂或夢境相遇。 | 全劇                                                   |
| 魏蔓   | 金佳恩 | 劉惠雲   | 第1-10集被稱趙艾莉，個性勇敢、開朗率真，做事認真、有責任感，但是很怕打雷，從小由媽媽撫養長大，與艾莉是育幼院一起長大的好姐妹，曾是知名網路插畫家Anne，少天女友。 母親過世後，為了要認父而回台，並打算之後與男友修凱回澳洲結婚生活，卻在出境大廳上遇見邢少天，第一次相遇就發生手錶扯到頭髮的事，讓兩人互看不順眼，修凱帶著狗狗吉米、死黨艾莉、小飛一起來接機，一起回到父母的定情之樹，取出媽媽交代的信物，但在這樣幸福的氛圍裡，卻因為艾莉與小飛被高利貸追債，在回程的飛車追逐下，發生一場重大車禍，深愛的男友修凱因此喪命，從此與修凱天人永隔，自己也因此腦震盪，造成失去記憶，小飛趁勢要艾莉取代佳恩，上演交換身份的戲碼，佳恩的命運就此翻轉，被小飛以趙艾莉的身份安排來到日光牧場工作，後來自己才是真正的金佳恩，但心中不明白「為什麼趙艾莉要欺騙她，我們不是好朋友嗎？」並想拿回屬於自己的父親，不過與艾莉兩人最終和好，還是像姐妹一樣。少天告訴自己失憶前有一個男朋友的事情，還說自己已故男朋友的心臟在他身上，聽到時心情感到很亂。恢復部分記憶後的自己，不知道要怎麼面對少天，而少天說會等自己忘掉對修凱感情。不知道少天正準備和她求婚，剛好看到少天對艾莉排練，因此產生誤會，最後讓少天「留校察看」。從超群口中得知少天的心臟排斥問題越來越嚴重，所以很注意少天的飲食、運動及心跳。最後被落石擊中生死不明，與少天在天堂或夢境相遇。 | 全劇                                                   |
| 簡宏霖 | 段若凡 | 李凱傑   | M Hotel總經理，邢少天的同父異母弟弟，艾莉未婚夫。 個性陽光、溫暖、樂觀又率真，俊帥迷人、幽默風趣、陽光暖男，習慣直接的表達自己感情，再配上招牌的燦爛笑容，卻愛上一個網路知名插畫家，那個人就是失憶前的牧場女孩「艾莉」（真佳恩），從少天與長峰對話中得知邢少天是他同父異母的親生哥哥。正好要去珠寶店時，看到少天和艾莉在挑選戒指，以為少天做了對不起佳恩的事，但經過艾莉的解釋才得知少天準備和佳恩求婚。和艾莉在途中遇到仇家遭重擊腦部昏迷，所幸清醒過來，最後與艾莉即將結婚。 | 全劇                                                   |
| 陶嫚曼 | 趙艾莉 | 何寶珊   | 第1-10集被稱金佳恩，從小在育幼院長大的聰慧大方可愛女孩，M集團假千金，與佳恩是育幼院一起長大的好姐妹，若凡未婚妻。個性活潑開朗、大方漂亮、善良、重義氣。 跟著修凱、狗狗吉米、小飛一起來機場接佳恩，一起回到佳恩父母的定情之樹，取出佳恩媽媽交代的信物，但在這樣幸福的氛圍裡，卻因為自己與小飛被高利貸追債，在回程的飛車追逐下，發生一場重大車禍，造成好朋友修凱喪命，為了要還清受騙欠下了巨額的高利貸，背叛多年的友誼，用謊言欺騙失憶的佳恩，取代了佳恩身分，成為M Hotel假千金，但內心其實很糾結。好像察覺金佳恩知道自己才是真正的金佳恩，很害怕假千金的身分曝光。李小飛未婚妻。因少天喝醉酒，把艾莉當做佳恩告白，雖然她知道少天喜歡的人不是她，但她依然對少天動心，得知飛虎哥是自己的親生父親，感到驚訝。建議少天和佳恩求婚，後來帶少天去挑選戒指。飛虎哥來道歉，原諒了飛虎哥，並叫了飛虎哥一聲爸。為將飛虎堂帶往正途，辭去M Hotel集團的工作，回去接管飛虎堂。最後與若凡即將結婚。 | 1-12, 14-18                                            |
| 沈建宏 | 李小飛 | 胡家豪   | 1988年2月21日-2017年10月8日。從小在孤兒院長大，不學無術、愛打架鬧事，高利貸追逐對象，個性善良，但內心堅強、沉默寡言，很癡情，內心看似堅強但也藏著一份軟弱。 跟著修凱、狗狗吉米、艾莉一起來機場接佳恩，一起回到佳恩父母的定情之樹，取出佳恩媽媽交代的信物，但在這樣幸福的氛圍裡，卻因為自己與艾莉被高利貸追債，在回程的飛車追逐下，發生一場重大車禍，造成好朋友修凱喪命，跟艾莉為了還清債務，而背叛佳恩多年的友誼，安排以為自己是艾莉的佳恩來到日光牧場工作。趙艾莉之亡未婚夫。因被飛虎哥威脅，要自己對他的好朋友金佳恩開槍，但卻下不了手，而後來卻不小心開槍失手打中了少天。為了保護趙艾莉，而把金大正推下懸崖，後因趙艾莉報警，最後開槍自殺身亡。 | 1-12,17 （第11集起僅出現於回憶）                       |
| 陳乃榮 | 王修凱 | 周倚天   | 喬佳恩的已故男友，充滿體育細胞，曾擔任過特技演員，在澳洲開餐廳，個性陽光、溫柔而善良，很能包容別人。 跟著狗狗吉米、艾莉、小飛一起來機場接佳恩，一起回到佳恩父母的定情之樹，取出佳恩媽媽交代的信物，但在這樣幸福的氛圍裡，卻因為小飛與艾莉被高利貸追債，在回程的飛車追逐下，發生一場重大車禍，因此腦死死亡，生前簽了器官捐贈同意書，心臟給了突然昏厥的邢少天，他對佳恩愛的精神，也會出現在邢少天的身上。死後變成鬼魂來找少天叫他離開佳恩。 | 1,4,6, 8,10, 16-17,18 （除第一集外皆為回憶/夢境/影片） |

### 其他演員
| 演員   | 角色       | 粵語配音 | 介紹 | 登場集數                  |
| 張洛偍 | 葉尼布朗尼 | 林筠翔   | 甜點店員工、開心果，喜歡歐菲香，外放中帶點稚氣的大男孩，卻常常沒自信，甜點是自己的夢想跟目標。布朗尼這個綽號的由來，是從曾經流浪的夜晚裡出現的。葉子的親生哥哥，在日光16與葉子相認。 | 全劇                      |
| 邱俊儒 | 拿破崙     | 關令翹   | 甜點店員工，在少天回台前是暫代主廚，個性直白、心思複雜、輕鬆好相處，外表看似凶狠，內心卻熱情慷慨，曾有過一段不堪的過去，直到來到日光16。美妙的男友。 | 全劇                      |
| 吳季璇 | 歐菲香     | 廖杏茵   | 甜點店服務生，從小就在牧場長大，個性單純、可愛、天真浪漫，正處青春年華的少女。與葉子是在直播上認識的朋友，但從來沒有見過面，在日光16甜點店剛好遇到葉子。 | 全劇                      |
| 郭彥甫 | 周超群     | 鄧志堅   | 心臟科權威醫生，邢少天最信任的摯友，對感情有高標準要求，所以還是單身漢。工作中細心而嚴謹，私下其實開朗又樂觀，幫突然昏厥的少天動換心手術。在第9集幫少天做槍傷手術的時候，發現少天的心臟開始產生排斥。告訴少天心臟排斥問題越來越嚴重，必須得馬上回到醫院休息和檢查。                                                           | 1,6, 9,14, 16-18          |
| 楊潔玫 | 邢美玉     | 黃玉娟   | 邢少天的媽媽，段長峰前妻，賢慧溫婉的傳統女性，比起照顧自己，更為替他人著想，就算被前夫遺棄，仍然無怨無悔的扛起家庭重擔，成了一名心軟而慈悲的母親，願望是兒子能放下仇恨，還不知道少天的心臟產生排斥。 | 1-2,7, 10,12-17,18        |
| 包小松 | 段長峰     | 蘇強文   | 段若凡、邢少天的爸爸，為了事業而很有野心，但內心善良、有愛，不擅長表達情感。為了夢想拋家棄子， 多年後儘管功成名就，但內心其實愧疚。再次遇到少天，內心糾結在兩個家庭之間，過去與現在，不知如何是好。 | 1-2,5, 10,12-13, 15-16,18 |
| 沈孟生 | 金大正     | 張炳強   | 喬佳恩的爸爸，敦厚老實的M Hotel集團董事長，多年前妻子帶著女兒佳恩離開，專一的他終身不願娶妻，此生最大的願望就是能和睽違已久的女兒重逢，哪知道背後竟是一樁身分騙局，以為艾莉是佳恩。知道艾莉（真佳恩）是自己的親生女兒，讓他感到十分驚訝，但把兩人都當自己親身女兒看待，被小飛推下懸崖，之後被救起送到醫院，碰巧被拿破崙看到。 | 1-9,11-15                 |
| 孫鵬   | 孫虎飛虎哥 | 蕭徽勇   | 飛虎堂高利貸集團老大，趙艾莉的親生父親。威脅趙艾莉不能說出身份對調的事，尋找多年前的戀人，發現還有個女兒，失散多年的親生女兒就是艾莉。 | 1-2,4-5,8-10,14-15        |

### 客串演員
| 演員   | 角色     | 粵語配音            | 介紹 | 登場集數              |
| 陳致遠 | 豹哥     |                     | 高利貸集團大哥。 | 1-2                   |
| 陳致遠 | 豹哥     | 4                   | 高利貸集團大哥。 |                       |
| 袁詠琳 | Jenny    | 魏惠娥              | 邢少天在法國藍帶學院的女同學，從小就是哥兒們，常作一些讓人誤會的事，但其實喜歡的是女生，尤其是趙艾莉（真佳恩）這種類型的。                                           |                       |
| 袁詠琳 | Jenny    | 魏惠娥              | 邢少天在法國藍帶學院的女同學，從小就是哥兒們，常作一些讓人誤會的事，但其實喜歡的是女生，尤其是趙艾莉（真佳恩）這種類型的。                                           | 5                     |
| 吉米   | 吉米     |                     | 喬佳恩養的公狗狗，常常收到少天雞腿賄賂，幫他攻擊情敵，在火場中被救出來。                                                                                             | 1,3-8, 10,12, 17      |
| 林嘉俐 | 張美蘭   |                     | 綽號歐媽，歐菲香的媽媽，收留艾莉身分的佳恩在日光牧場。 | 2                     |
| 朱宥丞 | 小少天   |                     | 小時候的邢少天。 | 1,12 （僅出現於回憶） |
| 胡天蘭 | 胡天蘭   |                     | 知名美食評論家，同時被佳恩及少天邀來日光16甜點店評論。 | 2                     |
| 陳季霞 | 院長     |                     | 愛心育幼院院長，佳恩、艾莉小時候在的育幼院院長。 | 4-6                   |
| 班鐵翔 | 陳哥     |                     | 負責開船。載若凡、少天、艾莉去釣魚。 | 5                     |
| 陳獻略 | 保全     |                     | 會員制俱樂部的保全。 | 6                     |
| 陳玉玫 | 喬淑珍   |                     | 金大正亡妻，喬佳恩的母親。 | 6                     |
| 陳玉玫 | 喬淑珍   | 11 （僅出現於照片） | 金大正亡妻，喬佳恩的母親。 |                       |
| 況明潔 | 江惠媛   |                     | 段若凡的媽媽，與少天一起表演冰火甜點秀。 | 7                     |
|        | 拿破崙媽 |                     | 拿破崙的母親，因中槍而成為植物人，已經甦醒。 | 10-12                 |
| 張雁名 | Marco    | 曹啟謙              | 喬佳恩的朋友，對佳恩很熱情。南半球甜心王子，修凱與佳恩好友，曾經追過佳恩，還想把佳恩帶回澳洲，不過佳恩拒絕，他只好住在日光16，讓少天、若凡醋勁大發。                 | 12-13                 |
| 林昀希 | 美妙     |                     | 拿破崙的女友、高中同學，宏偉的前未婚妻。原本要與宏偉結婚，最後回到拿破崙的身邊。                                                                                     | 12                    |
|        | 宏偉     |                     | 美妙的前未婚夫。 | 12                    |
| 勵政達 | 阿達     |                     | 飛虎哥被抓時，找到艾莉希望她能帶領飛虎堂。飛虎哥的帶頭小弟兼軍師，給飛虎哥關於能獲得艾莉原諒的ㄧ些建議。                                                             | 12                    |
| 勵政達 | 阿達     | 14-17               | 飛虎哥被抓時，找到艾莉希望她能帶領飛虎堂。飛虎哥的帶頭小弟兼軍師，給飛虎哥關於能獲得艾莉原諒的ㄧ些建議。                                                             |                       |
| 林秀琴 | 老闆娘   | 謝潔貞              | 西裝店老闆娘。 | 13                    |
| 陳庭萱 | 葉可葉子 | 詹健兒              | 布朗尼親生妹妹，歐菲香在直播認識的朋友，但沒見過面。剛好在日光16遇到歐菲香，也因離家出走，而被收留在日光16。對巧克力布朗尼很執著，在日光16找到已經尋找很久的笨哥哥。 | 13                    |
| 陳家逵 | Stephen  |                     | Lily的男友，知名甜點評論家。 | 13                    |
| 朱家儀 | Lily     |                     | Stephen的女友，知名甜點評論家。 | 13                    |
| 沈佑承 | 小布朗尼 |                     | 小時候的布朗尼。 | 14                    |
| 杜汶澤 | 老闆     |                     | 麵攤老闆，很照顧小飛、艾莉。 | 17                    |
| 管謹宗 | 醫師     |                     | 若凡的主治醫師。 | 18                    |

## 收視率

### 台視週日首播收視率
| 播出日期       | 道數       | 標題                   | 平均收視 | 備註                                              |
| -------------- | ---------- | ---------------------- | -------- | ------------------------------------------------- |
| 2017年8月6日   | 1          | 記憶中的檸檬派         | 0.66     |                                                   |
| 2017年8月13日  | 2          | Boss的提拉米蘇         | 0.75     |                                                   |
| 2017年8月20日  | 3          | 妳的一切都歸我管       | 0.71     |                                                   |
| 2017年8月27日  | 4          | 我會一直在你身邊保護你 | 0.80     |                                                   |
| 2017年9月3日   | 5          | 我喜歡你               | 0.99     |                                                   |
| 2017年9月10日  | 6          | 封存的心跳聲           | 0.67     |                                                   |
| 2017年9月17日  | 7          | 公主的願望             | 0.81     |                                                   |
| 2017年9月24日  | 8          | You're Gone            | 0.70     |                                                   |
| 2017年10月1日  | 9          | 提拉米蘇告白           | 0.91     | 25歲以上觀眾收視1.02                              |
| 2017年10月8日  | 10         | 公主與騎士             | 0.96     | 15至24歲觀眾收視1.10 噗通劇場15至24歲觀眾收視0.89 |
| 2017年10月15日 | 11         | 佳恩與艾莉             | 0.87     |                                                   |
| 2017年10月22日 | 12         | 幸福的糖霜             | 0.86     |                                                   |
| 2017年10月29日 | 13         | 愛情記憶               | 0.84     |                                                   |
| 2017年11月5日  | 14         | 守護你的心跳           | 0.85     |                                                   |
| 2017年11月12日 | 15         | 幸福的來源             | 1.02     |                                                   |
| 2017年11月19日 | 16         | 幸福保存期限           | 0.87     | 25歲以上觀眾收視1.03                              |
| 2017年11月26日 | 17         | 無法承受的負荷         | 0.86     |                                                   |
| 2017年12月3日  | 18         | 噗通噗通我愛你         | 0.93     | THE END 最終回                                    |
| 平均收視率     | 平均收視率 | 平均收視率             | 0.84     |                                                   |

- 同時段偶像劇：中視主頻《稍息立正我愛你》、東森綜合台《我和我的四個男人》／《獅子王強大》、民視《燦爛時光》／《麻醉風暴2》／《機密訊號》／《麻醉風暴》、緯來戲劇台《最好的選擇》
- 2017年9月30日，因三立都會台轉播第52屆電視金鐘獎，故當天原訂播出的第8集延後至10月7日播出；而10月7日晚間10點至10月8日凌晨1點連續播出第8、9集。

## 電視劇歌曲
| 曲別   | 歌名           | 演唱者            | 作詞            | 作曲            |
| 片頭曲 | 你點的歌救了我 | A-Lin ft. J.Sheon | 李焯雄、J.Sheon | J.Sheon、剃刀蔣 |
| 片尾曲 | You're Gone    | 畢書盡            | 蔡健雅、陳又齊  | 蔡健雅          |
| 插曲   | Be Your Light  | 畢書盡            | 畢書盡、陳又齊  | 畢書盡、陳又齊  |
| 插曲   | 愛你就夠了     | 畢書盡            | 畢書盡、陳又齊  | 畢書盡、陳又齊  |
| 插曲   | 我想你了       | 畢書盡            | 陳又齊          | 畢書盡、陳又齊  |
| 插曲   | Nothing at All | 畢書盡            | 陳又齊          | 畢書盡、陳又齊  |
| 插曲   | 蛋             | 畢書盡            | 李晉瑋          | 李晉瑋          |
| 插曲   | 未單身         | A-Lin             | 李焯雄          | 王子            |
| 插曲   | 呼吸           | J.Sheon           | J.Sheon         | J.Sheon         |
| 插曲   | 以分手為前提   | 戴愛玲            | 嚴云農          | 杜雯媞          |
| 插曲   | 懦弱           | 戴愛玲            | 吳克群          | 吳克群          |
| 插曲   | 親愛的世界     | 江美琪            | 蕭賀碩          | 黃建為          |

## 製作團隊
- 導演
  - 馮凱（第1-3集）
  - 郭春暉（第4-18集）
- 監製：楊秋蘭（台視）、王淑娟、陳威翰（三立）
- 資深創作人：陳碧真
- 創作：
  - 彭佳苹（第1-10集）
  - 彭佳苹、李珊（第11-18集）
- 製作人：鄭博元、林寅生、孫啟明
- 企劃：楊秉儒
- 編劇統籌：
  - 陳碧真（第1-16集）
  - 蔡秋儀（第17-18集）
- 編劇：
  - 詹如、陳柏宗（第1-3集）
  - 詹如、蕭宗鋒、陳柏宗（第4集）
  - 詹如、蕭宗鋒（第5集）
  - 詹如、吳孟寰（第6-7集）
  - 詹如（第8-16集）
  - 詹如、周雯琪（第17-18集）
- 執行導演：郭春暉（第1-3集）
- 執行製作：林志豪
- 執行助理: 王永潔、鍾偉光、林振弘
- 製作公司：三立電視、雷斯利傳媒國際股份有限公司、納暉國際娛樂有限公司
- 故事原創：華人創作股份有限公司

## 拍攝場景
- 宜蘭縣員山鄉 宜蘭力麗威斯汀度假酒店 The Westin Yilan Resort
- 宜蘭縣冬山鄉 Camellia 法式甜點/義式咖啡
- 新北市新店區 白金花園酒店
- 桃園市大園區 臺灣桃園國際機場
- 新竹縣竹東鎮 國立台灣大學醫學院附設醫院竹東分院
- 新竹縣關西鎮 六福村主題樂園
- 新竹縣竹北市 艾微芙國際生殖醫學中心
- 新竹縣竹北市 東元綜合醫院高級產後病房
- 新竹縣竹北市 新月沙灣
- 苗栗縣通霄鎮 飛牛牧場
- 屏東縣滿州鄉 小墾丁渡假村

## 大事記

### 2017年
- 7月10日，《噗通噗通我愛你》官方粉絲專頁成立。
- 7月11日，《噗通噗通我愛你》開鏡、舉辦男主角卡司發布記者會。[1][2][3][4][5][6]
- 7月21日，《噗通噗通我愛你》甜點秀女主角卡司發布記者會。[7]
- 8月3日，於台視電視台舉辦首映會。
- 8月3日，《型男大主廚》宣傳播出，出席藝人：陳奕、魏蔓、簡宏霖、沈建宏。[8]
- 8月3日，《安安大明星》直播宣傳，出席藝人：陳奕、魏蔓、簡宏霖。[9][10]
- 8月6日，台視22:00首播。
- 8月10日，13:30於SOGO百貨忠孝館1樓圓形廣場舉辦見面握手會。[11]
- 8月12日，三立都會台22:00首播。
- 8月22日，《綜藝大熱門》宣傳播出，出席藝人：陳奕、魏蔓、簡宏霖、沈建宏、陳乃榮。[12]
- 8月23日，《國光幫幫忙》宣傳播出，出席藝人：陳奕、魏蔓、簡宏霖、陶嫚曼、沈建宏、陳乃榮。[13]
- 8月26日，《完全娛樂》我們上床吧宣傳播出，出席藝人：陳奕、魏蔓、簡宏霖、陶嫚曼、沈建宏、陳乃榮。[14]
- 9月12日，《噗通噗通我愛你》成立官方Facebook社團。
- 11月8日，《噗通噗通我愛你》在飛牛牧場舉行探班活動。
- 11月27日，《噗通噗通我愛你》全劇殺青。
- 12月3日，台視播出最終回。
- 12月9日，三立都會台播出最終回

## 外部連結
- 官方网站－台視
- 官方网站－三立
- 官方网站－香港無綫電視
- 三立華劇的Facebook專頁
- 三立華劇的Instagram帳戶
- 噗通噗通我愛你的Facebook專頁
- 噗通噗通我愛你官方社團 （页面存档备份，存于）
- 噗通噗通我愛你 （页面存档备份，存于）-YouTube
- 在Netflix上觀看《噗通噗通我愛你》

| 臺灣 台視主頻 每週日 22:00－23:30               | 臺灣 台視主頻 每週日 22:00－23:30               | 臺灣 台視主頻 每週日 22:00－23:30 |
| ----------------------------------------------- | ----------------------------------------------- | --------------------------------- |
|                                                 | 噗通噗通我愛你 （2017年8月6日－2017年12月3日）  |                                   |
| 我的愛情不平凡 （2017年3月26日－2017年7月30日） | 已讀不回的戀人 （2017年12月10日－2018年4月8日） |                                   |

| 臺灣 三立都會台 每週六 22:00－23:30           | 臺灣 三立都會台 每週六 22:00－23:30              | 臺灣 三立都會台 每週六 22:00－23:30 |
| --------------------------------------------- | ------------------------------------------------ | ----------------------------------- |
|                                               | 噗通噗通我愛你 （2017年8月12日－2017年12月9日）  |                                     |
| 我的愛情不平凡 （2017年4月1日－2017年8月5日） | 已讀不回的戀人 （2017年12月16日－2018年4月14日） |                                     |

| 香港 無綫網絡電視華語劇台 每週六 13:00－14:30                          | 香港 無綫網絡電視華語劇台 每週六 13:00－14:30             | 香港 無綫網絡電視華語劇台 每週六 13:00－14:30 |
| ---------------------------------------------------------------------- | --------------------------------------------------------- | --------------------------------------------- |
|                                                                        | 噗通噗通我愛你（原音版） （2017年9月30日－2018年1月27日） |                                               |
| 我的愛情不平凡 （2017年5月20日－2017年9月23日）                        | 已讀不回的戀人 （2018年2月3日－2018年4月14日）            |                                               |
| 香港 無綫電視J2 星期一至五 19:00 - 20:00（如當日為賽馬日將會暫停播放） |                                                           |                                               |
| 浪花一朵朵 （2018年1月26日－2018年3月29日）                            | 噗通噗通我愛你（配音版） （2018年3月30日－2018年5月17日） | 愛情來的時候 馬來西亞 （2018年5月18日）       |
| 香港 無綫電視 翡翠台 星期六、日凌晨02:10-04:05                         |                                                           |                                               |
| 求婚大作戰 （2021年3月29日－2021年5月17日）                            | 噗通噗通我愛你（配音版） (2021年5月24日-2021年7月12日）   | 談判官 （2021年7月18日－2021年9月26日）       |

| 马来西亚 Astro双星、Astro双星HD 每週一至週五 16:00 - 17:00 | 马来西亚 Astro双星、Astro双星HD 每週一至週五 16:00 - 17:00 | 马来西亚 Astro双星、Astro双星HD 每週一至週五 16:00 - 17:00 |
| ---------------------------------------------------------- | ---------------------------------------------------------- | ---------------------------------------------------------- |
|                                                            | 噗通噗通我愛你 （2018年1月25日－2018年3月6日）             |                                                            |
| 麻醉風暴 麻醉風暴2 (2017年12月29日－2018年1月24日)         | 老男孩 （2018年3月7日－2018年5月8日）                      |                                                            |

| 臺灣 三立戲劇台 每週日 22:00－24:00      | 臺灣 三立戲劇台 每週日 22:00－24:00                                      | 臺灣 三立戲劇台 每週日 22:00－24:00 |
| ---------------------------------------- | ------------------------------------------------------------------------ | ----------------------------------- |
|                                          | 噗通噗通我愛你 （2018年2月18日－2018年5月27日）                          |                                     |
| 我的愛情不平凡 （2017年－2018年2月18日） | 一家人 （20:00-22:30）回到愛以前 （2018年6月3日-2018年） （22:30-24:00） |                                     |

| 新加坡 HUB娛家戲劇台 每週一至週五 19:00 - 20:00 | 新加坡 HUB娛家戲劇台 每週一至週五 19:00 - 20:00 | 新加坡 HUB娛家戲劇台 每週一至週五 19:00 - 20:00 |
| ----------------------------------------------- | ----------------------------------------------- | ----------------------------------------------- |
|                                                 | 噗通噗通我愛你 （2018年3月23日－2018年5月2日）  |                                                 |
| 煮婦神探 （2018年1月25日－2018年3月22日）       | 台北愛情捷運系列電影 (2018年5月3日-5月30日)     |                                                 |

| 马来西亚 Astro AEC、Astro AEC HD 星期一至五 16:00 - 17:00                           | 马来西亚 Astro AEC、Astro AEC HD 星期一至五 16:00 - 17:00 | 马来西亚 Astro AEC、Astro AEC HD 星期一至五 16:00 - 17:00 |
| ----------------------------------------------------------------------------------- | --------------------------------------------------------- | --------------------------------------------------------- |
|                                                                                     | 噗通噗通我愛你 （2018年5月3日 - 2018年6月12日）           |                                                           |
| 麻醉風暴 （2018年4月6日 - 2018年4月13日）麻醉風暴2 （2018年4月16日 - 2018年5月2日） | 親愛的王子大人 （2018年6月13日 - 2018年7月9日）           |                                                           |

| 三立國際台 每周六晚上22:00 - 24:00              | 三立國際台 每周六晚上22:00 - 24:00              | 三立國際台 每周六晚上22:00 - 24:00 |
| ----------------------------------------------- | ----------------------------------------------- | ---------------------------------- |
|                                                 | 噗通噗通我愛你 （2021年6月12日－2021年9月18日） |                                    |
| 我的愛情不平凡 （2021年2月27日－2021年6月12日） | 已讀不回的戀人 （2021年9月25日－）              |                                    |